# Nicola Antonio Zingarelli
Nicola Antonio Zingarelli, także Niccolò (ur. 4 kwietnia 1752 w Neapolu, zm. 5 maja 1837 w Torre del Greco) – włoski kompozytor.

## Życiorys
Ukończył Conservatorio di Santa Maria di Loreto w Neapolu, gdzie jego nauczycielami byli Fedele Fenaroli, Alessandro Speranza, Pasquale Anfossi i Antonio Sacchini. Pierwszą swoją operę, I quattro pazzi, wystawił jeszcze podczas nauki w konserwatorium w 1768 roku. Po ukończeniu studiów w 1772 roku rozpoczął pracę jako nauczyciel gry na skrzypcach, został też organistą w Torre Annunziata. W 1793 roku otrzymał posadę kapelmistrza w katedrze w Mediolanie, a w 1794 roku w sanktuarium Santa Casa w Loreto. Od 1804 roku był kapelmistrzem Kaplicy Sykstyńskiej w Rzymie. Wierny dynastii Burbonów i Kościołowi, odmówił w 1811 roku poprowadzenia swojego Te Deum na uroczystości koronacji Napoleona II na króla Rzymu, za co został aresztowany przez Francuzów i uwięziony w Civitavecchia, a następnie deportowany do Paryża, gdzie będący admiratorem jego twórczości Napoleon Bonaparte udzielił mu amnestii. W 1813 roku wrócił do Neapolu, gdzie został dyrektorem królewskiego Collegio di Musica. W 1816 roku objął po Giovannim Paisiello posadę kapelmistrza katedry w Neapolu.
Otrzymał złoty medal Conservatoire Impérial de Musique w Paryżu oraz krzyż kawalerski Orderu Franciszka I. Do jego uczniów należeli Vincenzo Bellini, Saverio Mercadante, Carlo Conti, Lauro Rossi, Francesco Morlacchi i Michael Costa. Opery Zingarellego cieszyły się w swoim czasie dużą popularnością, wykonywali je czołowi śpiewacy ówczesnej epoki: Angelica Catalani, Girolamo Crescentini, Giuseppina Grassini, Luigi Marchesi, Giovanni Maria Rubinelli.

## Twórczość
Był ostatnim wielkim kompozytorem opery seria należącym do kręgu szkoły neapolitańskiej. Środki formalne i wątki tematyczne jego oper są typowe dla 2. połowy XVIII wieku, cechy indywidualne zaznaczają się w śpiewności linii melodycznej. Po objęciu stanowiska kapelmistrza w Rzymie zajął się głównie muzyką sakralną, jego styl charakteryzował się konserwatyzmem. Jego muzyka jest zachowawcza, przywiązywał dużą wagę do harmoniki i kontrapunktu. W utworach symfonicznych stosował obsadę typową dla symfoniki klasycznej, początkowo stosował 3-częściową formę symfonii, później już 1-częściową, co stanowiło ewenement na tle ówczesnego repertuaru.

## Ważniejsze dzieła
(na podstawie materiałów źródłowych)

### Opery
- I quattro pazzi (wyst. Neapol 1768)
- Montezuma (wyst. Neapol 1781)
- Ricimero (wyst. Wenecja 1785)
- Alsinda (wyst. Mediolan 1785)
- Armida (wyst. Rzym 1786)
- Antigono (wyst. Mantua 1786)
- Ifigenia in Aulide (wyst. Mediolan 1787)
- Artaserse (wyst. Triest 1789)
- Antigone (wyst. Paryż 1790)
- Pharamond (1790)
- La morte de Cesare (wyst. Mediolan 1790)
- Pirro, re d’Epiro (wyst. Mediolan 1791)
- Il mercato di Monfregoso (wyst. Mediolan 1792)
- Annibale in Torino (wyst. Turyn 1792)
- Atalanta (wyst. Turyn 1792)
- L’oracolo sannita (wyst. Turyn 1792)
- La Rossana (wyst. Genua 1793)
- Apelle (wyst. Wenecha 1793)
- La secchia rapita (wyst. Mediolan 1793)
- Artaserse (wyst. Mediolan 1793)
- Gerusalemme distrutta (wyst. Florencja 1794)
- Alzira (wyst. Florencja 1794)
- Quinto Fabio (wyst. Livorno 1794)
- Il conte di Saldagna (wyst. Wenecja 1794)
- Gli Orazi e i Curiazi (wyst. Neapol 1795)
- Andromeda (wyst. Wenecja 1796)
- Giulietta e Romeo według Szekspira (wyst. Mediolan 1796)
- La morte di Mitridate (wyst. Wenecja 1797)
- Ines de Castro (wyst. Mediolan 1798)
- Carolina e Mexicow (wyst. Wenecja 1798)
- Meleagro (wyst. Mediolan 1798)
- Il ratto delle Sabine (wyst. Wenecja 1799)
- Il ritratto (wyst. Mediolan 1799)
- Clitennestra (wyst. Mediolan 1800)
- Edipo a Colono (wyst. Wenecja 1802)
- La notte dell’amicizia (wyst. Wenecja 1802)
- Il brivetore fortunato (wyst. Mediolan 1803)
- Il ritorno di Serse (wyst. Modena 1808)
- Baldovino (wyst. Rzym 1811)
- Berenice, regina d’Armenia (wyst. Rzym 1811)
- Malvina (wyst. Neapol 1829)

### Oratoria
- Pimmalione (wyst. Neapol 1779)
- Ero (wyst. Mediolan 1786)
- Telemaco (wyst. Mediolan 1787)
- Il trionfo di David (wyst. Neapol 1788)
- Francesca da Rimini (wyst. Rzym 1804)
- Tancredi al sepolcro di Clorinda (wyst. Neapol 1805)
- La fuga in Egitto (wyst. Neapol 1837)

### Inne
- zbiór 541 utworów liturgicznych na cały rok kościelny Annuale di Loreto
- 73 magnifikaty
- 28 Stabat Mater
- 21 Credo